# Zygomorf
Zygomorf (monosymmetrisk) er et begreb inden for biologien, der bruges til at klassificere planters blomster.
Man kan kun anlægge én symmetriakse gennem zygomorfe blomster.
Et eksempel er planter af Maskeblomst-familien (Scrophulariaceae) som altid er zygomorfe.
Et velkendt eksempel er Almindelig Fingerbøl (digitalis purpurea, se billede).
Fingerbøl er dog i dag regnet til Vejbred-familien.